# Пільгеродендрон
Пільгеродендрон (Pilgerodendron uviferum) — вид хвойних дерев родини кипарисових, єдиний вид свого роду. Росте виключно у вальдивійських лісах та магелланових лісах південної Чилі та південної та західної Аргентини, від 40° до 55° південної широти. Рід входить до підродини Callitroideae, характерної до південної півкулі та тісно пов'язаний з новозеландським та новокаледонським родом лібоцедрус (Libocedrus), деякі ботаніки навіть включають ці роди до одного роду (так само як і інший південноамериканський рід австроцедрус, Austrocedrus).